# Andronik (Nikolskij)
Svatý Andronik (světským jménem: Vladimir Alexandrovič Nikolskij; 1. srpnajul./ 13. srpna 1870greg., Povodněvo – 7. červnajul./ 20. června 1918greg., Perm) byl biskup ruské pravoslavné církve, arcibiskup permský a kungurský, duchovní spisovatel a mučedník.

## Život

### Raná léta
Narodil se 1. srpna 1870 ve vesnici Povodněvo v Myškinském ujezdu Jaroslavské gubernie v rodině psalomščika (žalmista) chrámu Proměnění Páně.
Roku 1885 dokončil studium na Ugličském duchovním učilišti a roku 1891 studium na Jaroslavském duchovním semináři. Stejného roku odešel studovat na Moskevskou duchovní akademii.
Dne 1. srpna 1893 byl postřižen na monacha se jménem Andronik a 6. srpna byl rukopoložen na jerodiákona. Roku 1895 dokončil studium na akademii a titulem kandidáta bohosloví. Dne 22. července 1895 byl rukopoložen na jeromonacha.
Roku 1895 se stal asistentem inspektora Kutaisijského duchovního semináře. Od srpna 1896 působil jako učitele homiletiky a poté jako inspektor Alexandrovského misijního duchovního semináře ve městě Ardon.
Dne 20. března 1897 byl rozhodnutím Nejsvětějšího synodu za pilnou a užitečnou službu v semináři a časté kázání povýšen do hodnosti soborního jeromonacha Donské ikony Matky Boží moskevského monastýru a bylo mu uděleno právo nosit náprsní kříž.
V září 1897 byl jmenován členem misie v Japonsku. Cestou do Japonska přes Itálii, Řecko a Severní Ameriku se spolu s archimandritou Sergijem (Stragorodským), rovněž ustanoveným do misie, seznámil se současným stavem křesťanství - katolicismem a pravoslavím, navštívil starokřesťanské svatyně - katakomby, hroby mučedníků a Koloseum. Následně napsal, že modlitba na místech zasvěcených krvi prvních mučedníků-křesťanů inspirovala jeho a archimandritu Sergia k asketické službě církvi.
Zhoršení zdravotního stavu způsobené potížemi s aklimatizací, stejně jako zpráva o smrti jeho otce, ho donutily vrátit se do Ruska.
Od 5. března 1899 do 13. ledna 1900 byl rektorem Ardonského misijního semináře v hodnosti archimandrity. Funkce byl zbaven na vlastní žádost. Na pozvání ufského biskupa Antonija (Chrapovického) odešel roku 1900 do Ufy. Dne 16. října téhož roku se stal rektorem Ufského duchovního semináře a blagočinným monastýrů eparchie.

### Biskupská služba
Dne 5. listopadu 1906 proběhla jeho biskupská chirotonie za biskupa kjótského a jmenován pomocníkem arcibiskupa Nikolaje (Kasatkina).
Když dorazil do Ósaky, zjistil že pravoslavná komunita je v žalostném stavu. Chrám nenavštěvovalo více než 10 lidí a na klirosu zpíval a četl jeden psalomščik. Biskup Andronik zahájil svou službu tím, že každý večer ve všední dny navštěvoval domy farníků, poznával jejich rodiny, mluvil, kázal, poznával jejich potřeby. Během bohoslužby biskupa Andronika v Japonsku výrazně vzrostl počet lidí, kteří navštěvovali chrám a při bohoslužbách zpíval velký smíšený sbor.
Misijní práce v nepříznivém klimatu v Japonsku zhoršila jeho zdravotní stav a 5. července 1907 mu Nejsvětější synod povolil dovolenou.
V říjnu 1907 byl poslán do města Cholm (dnes Chełm v Polsku) aby zde nahradil biskupa Jevlogije (Georgijevského) při zasedání Státní dumy Ruského impéria. Ve svých ústních a písemných apelech kritizoval „nejhorší a nejzhoubnější latinské kacířství“ (katolictví).
Dne 14. března 1908 byl jmenován biskupem tichvinským a vikářem novgorodské eparchie.
Od roku 1911 byl čestným předsedou novgorodské a permské části Svazu ruského lidu.
Byl členem Komise pro přeměnu duchovních vzdělávacích institucí.
Od března 1913 byl biskupem omským a pavlodarským.
Od července 1914 působil jako biskup permský a solikamský. Roku 1915 byl povýšen na arcibiskupa. Dne 1. července 1916 mu byl přeměněn titul na arcibiskupa permského a kungurského.
Roku 1916 byly z jeho iniciativy zřízeny misijní kurzy pro odsouzeni ateismu a socialismu. Hodně cestoval po své eparchii, navštěvoval fary a monastýry. Byl odpůrcem Grigorije Rasputina. Během návštěvy carského velitelství v srpnu 1916, se neúspěšně pokusil odradit cara Mikuláše II. od podpory tohoto „starce“.
Dne 25. února 1917 vedl biskupskou chirotonii archimandrity Feofana (Ilmenského) na biskupa solikamského a vikáře permské eparchie.

### Poslední měsíce a mučednická smrt
Dne 5. března 1917 ve dnech Únorové revoluce vydal výzvu požadující úplné podřízení prozatímní vládě, v níž svalil vinu za „smrt“ monarchie na „nečestné carské služebníky“.
Na nástup bolševiků k moci reagoval ostře negativně. Zatímco čekal na své zatčení, zachoval se zcela v klidu, denně se zpovídal a vedl bohoslužby. V případě zatčení zanechal rozkaz: „V případě zatčení dělnicko-rolnickou vládou, zakazuji duchovním města Perm a Motovilicha vykonávat bohoslužby, kromě pohřebních služeb a křtu dětí.
Dne 17. června 1918 byl zatčen. V noci 20. června byl převezen Čekou poblíž Permu. Čekisté po něm požadovali zrušení zákazu bohoslužeb ale arcibiskup odmítl. Byl donucen vykopat si vlastní hrob a lehnout si do něj. Čekisté na něj začali házet zeminu a několikrát do něj střelili.

## Kanonizace
Jeho jméno bylo zařazeno do návrhu seznamu Novomučedníků a vyznavačů ruských a to v rámci přípravy na kanonizaci, kterou provedla Ruská pravoslavná církev v zahraničí roku 1981. Samotná kanonizace však nebyla jmenovitá a seznam nových mučedníků byl zveřejněn až koncem 90. let.
Roku 1999 byl svatořečen jako místně uctívaný světec permské eparchie.
Dne 20. srpna 2000 ho Ruská pravoslavná církev svatořečila jako mučedníka a byl zařazen mezi Sbor všech novomučedníků a vyznavačů ruských.
Jeho svátek je připomínán 20. června (7. června – juliánský kalendář).